# Arenaria (planta)
Arenaria és un gènere de plantes angiospermes de la família de les cariofil·làcies.
Les espècies d'aquest gènere són plantes petites que creixen sovint en forma de mates menudes i denses. Es troben entre roques en hàbitats d'alta muntanya o àrtics i en condicions sovint inhòspites.

## Taxonomia
Moltes espècies que abans havien estat classificades dins del gènere Arenaria ara formen part ara dels gèneres Spergularia, Eremogone i Minuartia.

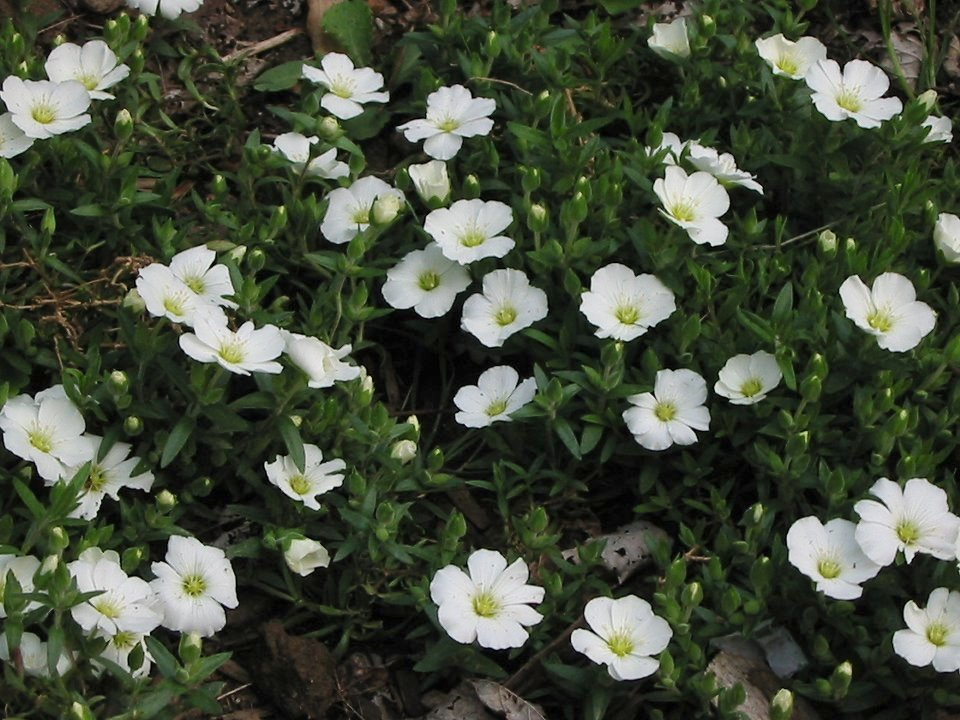
Arenaria montana

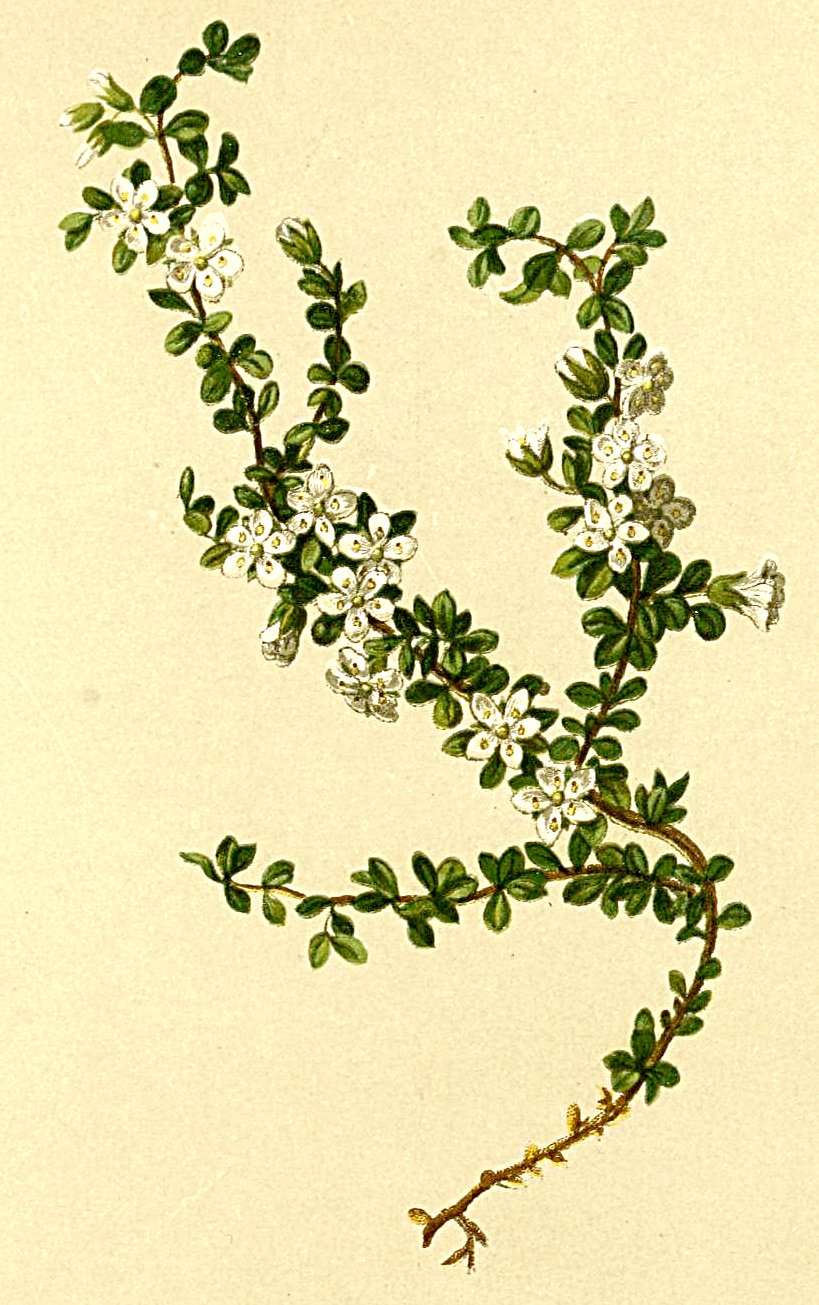
Arenaria biflora

Dins d'aquest gènere es reconeixen 175 espècies:
- Arenaria acaulis Montesinos & Kool
- Arenaria achalensis Griseb.
- Arenaria aggregata (L.) Loisel.
- Arenaria alfacarensis Pamp.
- Arenaria algarbiensis Welw. ex Willk.
- Arenaria alpamarcae A.Gray
- Arenaria altorum Standl. & Steyerm.
- Arenaria andina Rohrb.
- Arenaria angustifolia McNeill
- Arenaria angustifolioides Kit Tan & Sorger
- Arenaria antitaurica McNeill
- Arenaria aphanantha Wedd.
- Arenaria arcuatociliata G.López & Nieto Fel.
- Arenaria armerina Bory
- Arenaria aucheriana Boiss.
- Arenaria balansae Boiss.
- Arenaria balearica L. - arenària baleàrica[2]
- Arenaria benthamii Fenzl ex Torr. & A.Gray
- Arenaria bertolonii Fiori & Paol.
- Arenaria biflora L. - arenària biflora[3]
- Arenaria bisulca (Bartl.) Fenzl ex Rohrb.
- Arenaria boliviana F.N.Williams
- Arenaria bourgaei Hemsl.
- Arenaria bryoides Willd. ex D.F.K.Schltdl.
- Arenaria bulica Stapf ex F.N.Williams
- Arenaria cambodianum Pit.
- Arenaria capillipes (Boiss.) Boiss.
- Arenaria cariensis Carlström
- Arenaria carinata (Muschl.) Molinari
- Arenaria catamarcensis Pax
- Arenaria cerastioides Poir.
- Arenaria chiapensis Standl. & Steyerm.
- Arenaria cikaea F.K.Mey.
- Arenaria ciliata L.
- Arenaria cinerea DC.
- Arenaria conferta Boiss.
- Arenaria conica Boiss.
- Arenaria conimbricensis Brot. - arenària de codina[4]
- Arenaria controversa Boiss.
- Arenaria crassipes Baehni & J.F.Macbr.
- Arenaria cretica Spreng.
- Arenaria deflexa Decne.
- Arenaria delaguardiae G.López & Nieto Fel.
- Arenaria densissima Wall. ex Edgew. & Hook.f.
- Arenaria dicranoides Kunth
- Arenaria digyna Willd. ex D.F.K.Schltdl.
- Arenaria dyris Humbert
- Arenaria eliasiana Kit Tan & Sorger
- Arenaria emarginata Brot.
- Arenaria engleriana Muschl.
- Arenaria erinacea Boiss.
- Arenaria filicaulis Fenzl ex Griseb.
- Arenaria fontqueri Cardona & J.M.Monts. - arenària del Montcau[5]
- Arenaria fragillima Rech.f.
- Arenaria funiculata Fior & P.O.Karis
- Arenaria geladaindongensis R.F.Huang & S.K.Wu
- Arenaria gionae Gustavsson
- Arenaria globiflora (Fenzl) Wall. ex Edgew. & Hook.f.
- Arenaria glochidisperma (J.M.Monts.) Fior & P.O.Karis
- Arenaria goekyigitii Dinç & Dogu
- Arenaria gothica Fr.
- Arenaria gracilis Waldst. & Kit.
- Arenaria grandiflora L. - arenària de flor gran[6]
- Arenaria graveolens Schreb.
- Arenaria guicciardii Heldr. ex Boiss.
- Arenaria gypsostrata B.L.Turner
- Arenaria halacsyi Bald.
- Arenaria hintoniorum B.L.Turner
- Arenaria hispanica Spreng.
- Arenaria hispida L.
- Arenaria horizontalis (Muschl.) Molinari
- Arenaria humifusa Wahlenb.
- Arenaria huteri A.Kern.
- Arenaria jamesoniana Rohrb.
- Arenaria kandavanensis Fadaie, Sheidai & Assadi
- Arenaria katoana Makino
- Arenaria kotschyana Fenzl
- Arenaria kurdica McNeill
- Arenaria ladyginii Kozhevn.
- Arenaria lanuginosa (Michx.) Rohrb.
- Arenaria latisepala R.F.Huang & S.K.Wu
- Arenaria leucadia Phitos & Strid
- Arenaria libanotica Kotschy
- Arenaria ligericina Lecoq & Lamotte - arenària ligericina[7]
- Arenaria livermorensis Correll
- Arenaria longipedunculata Hultén
- Arenaria ludens Shinners
- Arenaria luschanii McNeill
- Arenaria lycopodioides Willd. ex D.F.K.Schltdl.
- Arenaria macrocalyx Tausch
- Arenaria macrosepala Boiss.
- Arenaria mairei Emb.
- Arenaria mandoniana Wedd.
- Arenaria mattfeldii Baehni
- Arenaria mcneillii Aytaç & H.Duman
- Arenaria merckioides Maxim.
- Arenaria mexicana (Bartl.) Steud.
- Arenaria microcalyx Koç & Hamzaoglu
- Arenaria minutissima Rech.f. & Esfand.
- Arenaria modesta Dufour
- Arenaria moehringioides Murr
- Arenaria mons-cragus Kit Tan & Sorger
- Arenaria montana L. - arenària muntanyenca[8]
- Arenaria moritziana Pax
- Arenaria muralis (Link) Sieber & Spreng.
- Arenaria musciformis Triana & Planch.
- Arenaria neelgherrensis Wight & Arn.
- Arenaria nevadensis Boiss. & Reut.
- Arenaria nitida (Bartl.) Rohrb.
- Arenaria norvegica Gunnerus
- Arenaria obtusiflora Kunze - arenària obtusiflora[9]
- Arenaria oligosperma Naudin
- Arenaria olloixii Jahand., Maire & Weiller
- Arenaria orbicularis Vis.
- Arenaria orbiculata Royle ex Edgew. & Hook.f.
- Arenaria orbignyana Wedd.
- Arenaria oreophila Hook.f.
- Arenaria oresbia Greenm.
- Arenaria pallens Muschl.
- Arenaria paludicola B.L.Rob.
- Arenaria pamphylica Boiss. & Heldr.
- Arenaria parvifolia Benth.
- Arenaria pedunculosa Wedd.
- Arenaria peloponnesiaca Rech.f.
- Arenaria peruviana (Muschl.) Molinari
- Arenaria peyritschii Rohrb.
- Arenaria phitosiana Greuter & Burdet
- Arenaria × piifontii M.B.Crespo & Mateo
- Arenaria pintaudii Molinari
- Arenaria pleurantha Phil.
- Arenaria poeppigiana Rohrb.
- Arenaria polytrichoides Edgew.
- Arenaria pomelii Munby
- Arenaria provincialis Chater & P.Halliday
- Arenaria pseudofrigida (Ostenf. & O.C.Dahl) Steffen
- Arenaria pungens Clemente ex Lag.
- Arenaria puranensis L.H.Zhou
- Arenaria purpurascens Ramond ex DC. - arenària purpurescent[10]
- Arenaria pycnophylla Rohrb.
- Arenaria pycnophylloides Pax
- Arenaria querioides Pourr. ex Willk.
- Arenaria radians Benth.
- Arenaria redowskii Cham. & Schltdl.
- Arenaria reinholdiana Molinari
- Arenaria reptans Hemsl.
- Arenaria retusa Boiss.
- Arenaria rhodia Boiss.
- Arenaria rivularis Phil.
- Arenaria rotundifolia M.Bieb.
- Arenaria runemarkii Phitos
- Arenaria sabulinea Griseb. ex Fenzl.
- Arenaria saponarioides Boiss. & Balansa
- Arenaria saxigena (Humbert & Maire) Dobignard
- Arenaria semiromica Fadaie
- Arenaria serpens Kunth
- Arenaria serpyllifolia L. - arenària[11]
- Arenaria sipylea Boiss.
- Arenaria sivasica Kit Tan & Sorger
- Arenaria smithiana Mattf.
- Arenaria soratensis Rohrb.
- Arenaria speluncarum McNeill
- Arenaria standleyi Baehni & J.F.Macbr.
- Arenaria stuebelii Hieron.
- Arenaria suffruticosa Fior & P.O.Karis
- Arenaria taiwanensis S.S.Ying
- Arenaria tejedensis (Willk.) Fior & P.O.Karis
- Arenaria tenella Kit. ex Schult.
- Arenaria tenera Edgew.
- Arenaria tequilana B.L.Turner
- Arenaria tetragyna Willd. ex D.F.K.Schltdl.
- Arenaria tetraquetra L. - arenària de coixinet[12]
- Arenaria tmolea Boiss.
- Arenaria tomentosa Willk.
- Arenaria uninervia McNeill
- Arenaria venezuelana Briq.
- Arenaria vitoriana Uribe-Ech. & Alejandre